# MARCH (日本五所私立大学)
MARCH是5所位於日本東京的名門私立大学的统称，其偏差值及應考難度接近，僅次於早稻田大学和庆应义塾大学。名称来源于各校的日语罗马字开头字母：
- 明治大学（Meiji daigaku）
- 青山学院大学（Aoyama gakuin daigaku）
- 立教大学（Rikkyō daigaku）
- 中央大学（Chūō daigaku）
- 法政大学（Hōsei daigaku）

## 概要
这个简称起源于民间，并非实际存在的大学联盟，主要用于日本的大学应试以及就职。有时民间会将“MARCH”与“早庆”及上智大学合称「早庆上MARCH」，为“难关私大”（非常難考的私立大學），有時會加上東京理科大學，則變成「早庆上理MARCH」。
这五所大学各自都从属于特定的大学联盟：明治大学、立教大学、法政大学加入了东京六大学棒球联盟，中央大学、青山学院大学则加入了东都大学棒球联盟。除此之外，五所大学都加入了东京12大学公告联络协会。

## 列表
| 字 | 学院名称                                                  | 成立年代 | 創立之初名     | 位置   | 创校宗教派系 |
| -- | --------------------------------------------------------- | -------- | -------------- | ------ | ------------ |
| M  | 明治大学 明治大学（千代田区） Meiji daigaku               | 1881年   | 明治法律学校   | 东京都 | 無宗派       |
| A  | 青山學院大學 青山学院大学（渋谷区） Aoyama gakuin daigaku | 1874年   | 麻布女子小學校 | 东京都 | 循道宗       |
| R  | 立教大學 立教大学（豊島区） Rikkyō daigaku                | 1874年   | 立教學校       | 东京都 | 美国圣公会   |
| C  | 中央大学 中央大学（八王子市） Chūō daigaku                | 1885年   | 英吉利法律學校 | 东京都 | 無宗派       |
| H  | 法政大学 法政大学（千代田区） Hōsei daigaku               | 1880年   | 東京法学社     | 东京都 | 無宗派       |

## 历史
“MARCH”这个名字，最早是由日本杂志《螢雪時代》的主编代田恭之提出。由于日本大学的合格发布时间大多数都在每年的3月，因此就使用了3月的英文单词。在当时CHARM这一改变了语顺的称呼也时有出现。

## 延申
- GMARCH：2005年左右，因学力偏差值在30年间均和MARCH的五所大学不相上下[2]，学习院大学（G）也时常被加入其中，构成现在仍被日本三大预备校（日语：三大予備校）其中之二“骏台预备校”“代代木研究会[3]”以及東京都教育委員會（日语：东京都教育委员会）[4]使用的“GMARCH”。
- JMARCH：同在1960年代，MARCH加上上智大学（J）的“JMARCH”，曾被称为“新东京六大学”。
- 理明青立法中：2000年代，日本大学升学组织東進ハイスクール（日语：東進ハイスクール）在MARCH的日文简称“明青立法中”之上加入东京理科大学，合称“理明青立法中”，直到现在也仍在使用。[5]